# Divine Heresy
Divine Heresy (engl.: Göttliche Häresie) ist eine US-amerikanische Metal-Band aus Los Angeles. Die Band verbindet in ihrer Musik Elemente aus Death Metal, Alternative Metal und Metalcore.

## Werdegang
Die Band wurde im Jahre 2006 vom ehemaligen Fear-Factory- und Brujeria- und jetzigem Asesino-Gitarristen Dino Cazares gegründet. Für das Schlagzeug rekrutierte Cazares Tim Yeung, der zuvor bei Vital Remains und Hate Eternal gespielt hat. Anfang 2007 stieß der ehemalige Vext-Sänger Tommy Vext zur Band. Im Februar und März 2007 nahmen Divine Heresy ihr erstes Album Bleed the Fifth auf. Da die Band keinen Bassisten hatte übernahm Dino Cazares diesen Part. Produziert wurde das Album vom ehemaligen Machine-Head- und Soulfly-Gitarristen Logan Mader.
Nach Beendigung der Aufnahmen unterschrieb die Band einen Vertrag mit Century Media für den nordamerikanischen Raum sowie mit Roadrunner Records für den Rest der Welt. Kurz vor der Veröffentlichung des Albums verpflichtete die Band mit Joe Payne (ex-Nile) einen festen Bassisten. Das Debütalbum Bleed the Fifth erschien im August 2007. Im November und Dezember 2007 ist eine Nordamerikatournee mit Chimaira, Kataklysm und Terror geplant.
Tommy Vext verließ 2008 nach einem Streit mit Dino Cazares die Band und wurde von Travis Neal ersetzt. Das zweite Studioalbum Bringer of Plagues wurde im Juli 2009 in den USA via Century Media und weltweit via Roadrunner Records veröffentlicht.

## Diskografie
- 2007: Bleed the Fifth
- 2009: Bringer of Plagues